# 12 maj
12 maj är den 132:a dagen på året i den gregorianska kalendern (133:e under skottår). Det återstår 233 dagar av året.

## Återkommande bemärkelsedagar

### Flaggdagar
- Finland: Snellmansdagen och finskhetens dag (till minne av filosofen och författaren Johan Vilhelm Snellmans födelse denna dag 1806)

## Namnsdagar

### I den svenska almanackan
- Nuvarande – Charlotta och Lotta
- Föregående i bokstavsordning
  - Charlotta – Namnet infördes på dagens datum 1772, för att hedra Gustav III:s bror hertig Karl (XIII):s blivande gemål Hedvig Elisabet Charlotta av Holstein-Gottorp, och har funnits där sedan dess.
  - Charlotte – Namnet infördes på dagens datum 1986, men utgick 1993.
  - Lotta – Namnet infördes på dagens datum 1986 och har funnits där sedan dess.
  - Pancratius – Namnet fanns, till minne av Pankratius en romersk martyr, på dagens datum före 1772, då det utgick, till förmån för Charlotta.
- Föregående i kronologisk ordning
  - Före 1772 – Pancratius
  - 1772–1901 – Charlotta
  - 1901–1985 – Charlotta
  - 1986–1992 – Charlotta, Lotta och Charlotte
  - 1993–2000 – Charlotta och Lotta
  - Från 2001 – Charlotta och Lotta
- Källor
  - Brylla, Eva (red.): Namnlängdsboken, Norstedts ordbok, Stockholm, 2000. ISBN 91-7227-204-X
  - af Klintberg, Bengt: Namnen i almanackan, Norstedts ordbok, Stockholm, 2001. ISBN 91-7227-292-9

### Finlandssvenska almanackan
- Nuvarande från 2020[1] – Charlotta, Lotta, Charlotte, Lotten
- I föregående revideringar[a][2]
  - 1929–1949 – Johan Vilhelm
  - 1950–1994 – Charlotta, Lotten
  - 1995–2019 – Charlotta, Lotta, Lotten

## Händelser
- 254 – Sedan Lucius I har avlidit den 5 mars väljs Stefan I till påve.[3]
- 1182 – Vid den danske kungen Valdemar den stores död efterträds han som kung av Danmark av sin son Knut VI.
- 1328 – Den tysk-romerske kejsaren Ludvig IV låter utropa Pietro Rainalducci till motpåve i Rom, som motvikt mot den legitime påven (vid denna tid Johannes XXII), som residerar i Avignon i södra Frankrike. Rainalducci tar namnet Nicolaus V, men redan i augusti samma år tvingar kejsaren honom att lämna Rom. Två år senare erkänner han påvarna i Avignon och blir då kastad i fängelse till sin död 1333.
- 1621 – Piteå stad inrättas
- 1873 – Oscar II kröns till Sveriges kung i Storkyrkan i Stockholm. Detta blir sista gången en svensk regent kröns, då hans efterträdare Gustaf V väljer att avstå från kröning, vilket sedan blir tradition.
- 1912 – Idrottsföreningen Brynäs IF grundas i Gävle.
- 1918 – Ett halvår efter utbrottet av ryska revolutionen i november och Finlands självständighetsförklaring från Ryssland i december 1917 utrymmer ryssarna fästningen Sveaborg vid inloppet till Helsingfors och överlämnar fästningen till Finland. På finska döps fästningen snart om till Suomenlinna (Finlands borg).
- 1926 – Den italienske luftskeppspionjären Umberto Nobile flyger tillsammans med den norske polarforskaren Roald Amundsen över Nordpolen med luftskeppet Norge. Detta blir den första verifierade flygningen över polen, då den amerikanska flygarduon Richard Byrds och Floyd Bennetts hävdade flygning tre dagar tidigare troligtvis är ett falsarium.
- 1936 – 14 av 23 ombordvarande timmerflottare drunknar, när deras alltför tungt lastade motorbåt kapsejsar under färd på Ormsjön i södra Lappland. Nyheten får uppmärksamhet i hela Sverige och tidningarna i Västerbotten uppmanar allmänheten att hjälpa de anhöriga ekonomiskt.
- 1937 – Den nytillträdde brittiske kungen Georg VI och hans hustru Elizabeth Bowes-Lyon kröns i Westminster Abbey i London av den dåvarande ärkebiskopen av Canterbury Cosmo Gordon Lang.
- 1949 – Sovjetunionen upphäver den blockad av Västberlin, som har pågått sedan 24 juni året före. Genom att skära av de västallierades delar av Berlin från omvärlden har sovjetledningen hoppats att de ska ge upp dem och överlåta hela staden till Sovjet (Östberlin är redan i sovjetiska händer). Detta har dock inte fungerat, eftersom de västallierade har tillåtits flyga in förnödenheter till västberlinarna och på så vis har lyckats försörja dem. Senare samma år bildar de västallierade staten Västtyskland av sina ockupationszoner i västra Tyskland, vilket Sovjet besvarar genom att bilda Östtyskland av sin ockupationszon. Västberlin förblir i de västallierades händer och kommer därmed att bli en del av Västtyskland – trots att det ligger djupt inne i Östtyskland.
- 1968 – För att förenkla den svenska postsorteringen införs från och med denna dag ett system med postnummer i Sverige. Fram till dess har posten sorterats efter ort, vilket har inneburit, att postsorterarna har varit tvungna att lära sig samtliga postorter i hela landet. Med det nya systemet får olika områden istället olika nummer, som är högre ju längre norrut orten ligger (med undantag för Stockholm, vars postnummer inleds med 1).
- 1971 – Den så kallade almstriden i Kungsträdgården i Stockholm avslutas. Då det har beslutats att 13 almar i området, vilka är över 100 år gamla, ska sågas ner för att ge plats åt en tunnelbaneuppgång, har tusentals stockholmare i en veckas tid kraftigt demonstrerat mot detta och organisationen Alternativ stad har till och med ordnat aktioner, där man bland annat har sovit uppe i almarna, för att förhindra nersågningen. Efter att det även har utbrutit kravaller mellan protestanter och polis beslutar man denna dag, att almarna ska få stå kvar, vilket de gör än idag (2025).
- 1977 – Den 18-åriga Giorgiana Masi blir ihjälskjuten av polis under en demonstration i den italienska huvudstaden Rom, där kvinnor demonstrerar för en ny och friare abortlag i Italien. Masi ses därefter som en martyr för den italienska kampen för ökad jämställdhet.
- 2008 – Den kinesiska Sichuanprovinsen drabbas av en kraftig jordbävning, med en magnitud av 7,5 på Richterskalan. Det blir den värsta jordbävningen i Kina på över 30 år med nära 70 000 omkomna och över 350 000 skadade.

## Födda
- 1496 – Gustav Vasa, Sveriges riksföreståndare 1521–1523 och kung av Sverige 1523–1560
- 1665 – Magnus Stenbock, svensk greve och general
- 1670 – August den starke, kurfurste av Sachsen 1694–1733 samt kung av Polen 1697–1704 och 1709–1733
- 1706 – François Boissier de Sauvages de Lacroix, fransk läkare och botaniker
- 1774 – Samuel Owen, brittisk-svensk tekniker, konstruktör och industriman, känd som den svenska verkstadsindustrins fader
- 1790 – Carsten Hauch, dansk författare
- 1798 – Alphonse Périn, fransk målare
- 1806 – Johan Vilhelm Snellman, finländsk filosof, författare, tidningsman och statsman
- 1812 – Peter Hansborough Bell, amerikansk demokratisk politiker, guvernör i Texas 1849–1853
- 1820 – Florence Nightingale, brittisk sjuksköterska, känd för sina insatser under Krimkriget och som grundare av det moderna sjuksköterskeyrket
- 1828 – Dante Gabriel Rossetti, brittisk målare och poet
- 1842 – Jules Massenet, fransk tonsättare
- 1843 – Thomas William Rhys Davids, brittisk indolog
- 1845 – Gabriel Fauré, fransk tonsättare, pianist och organist
- 1859 – William Alden Smith, amerikansk republikansk politiker, senator för Michigan 1907–1919
- 1869 – Albert Engström, svensk författare och konstnär, ledamot av Svenska Akademien 1922–1941
- 1872 – Anton Korošec, slovensk politiker, präst och folktalare
- 1883 – Fredrik Böök, svensk professor samt litteraturhistoriker och -kritiker, ledamot av Svenska Akademien 1922–1961
- 1885 – Krishna Chandra Bhattacharya, indisk filosof
- 1892 – Ferdinand Schörner, tysk generalfältmarskalk
- 1895
  - William Giauque, amerikansk fysikalisk kemist, mottagare av Nobelpriset i kemi 1949
  - Jiddu Krishnamurti, indisk filosof
- 1901 – Märta Arbin, svensk skådespelare
- 1903
  - Lennox Berkeley, brittisk tonsättare
  - Wilfrid Hyde-White, brittisk skådespelare
- 1907
  - Leslie Charteris, amerikansk deckarförfattare, mest känd för sina romaner om Helgonet
  - Katharine Hepburn, amerikansk skådespelare
- 1910 – Dorothy Crowfoot Hodgkin, brittisk kemist, mottagare av Nobelpriset i kemi 1964
- 1912 – Henry Kälarne, svensk friidrottare, bragdmedaljör
- 1914 – Bertus Aafjes, nederländsk journalist och författare
- 1915 – Roger Schutz, fransk munk och grundare av kommuniteten i Taizé, mest känd som broder Roger
- 1918
  - Julius Rosenberg, amerikansk spionanklagad elteknikingenjör
  - Fajer Fajersson, svensk veteförädlare och professor
- 1921 – Joseph Beuys, tysk konstnär
- 1924 – Erich Conard, svensk pressfotograf och skådespelare
- 1925 – Lawrence Berra, amerikansk basebollspelare med smeknamnet Yogi
- 1928 – Burt Bacharach, amerikansk sångare och kompositör
- 1936 – Frank Stella, amerikansk målare
- 1937
  - George Carlin, amerikansk ståuppkomiker och skådespelare
  - Susan Hampshire, brittisk skådespelare
- 1940 – Lill Lindfors, svensk sångare, komiker och skådespelare
- 1942
  - Ian Dury, brittisk sångare, låtskrivare och bandledare
  - Bengt Lindroth, svensk journalist och författare
- 1945 – Alan Ball, brittisk fotbollsspelare, VM-guld 1966
- 1946
  - Daniel Libeskind, polsk-amerikansk arkitekt, konstnär och scenograf
  - Frank LoBiondo, amerikansk republikansk politiker, kongressledamot 1995–2019
- 1948
  - Maija-Liisa Bjurquist, finlandssvensk skådespelare
  - Lindsay Crouse, amerikansk skådespelare
- 1950
  - Bruce Boxleitner, amerikansk skådespelare
  - Gabriel Byrne, irländsk skådespelare
  - Harry Goldstein, svensk skådespelare och regissör
- 1951 – Gunnar Larsson, svensk simmare, bragdmedaljör
- 1957 – Marie Delleskog, svensk skådespelare
- 1958 – Eric Singer, amerikansk trumslagare, medlem i gruppen Kiss
- 1959
  - Åsa Bjerkerot, svensk skådespelare
  - Ving Rhames, amerikansk skådespelare
- 1962
  - Emilio Estevez, amerikansk skådespelare
  - Brett Gurewitz, amerikansk musiker, gitarrist i punkgruppen Bad Religion
- 1963 – Gavin Hood, sydafrikansk filmregissör, manusförfattare och skådespelare
- 1968 – Tony Hawk, amerikansk skateboardåkare
- 1970 – Jim Furyk, amerikansk golfspelare
- 1978
  - Jason Biggs, italiensk-amerikansk skådespelare
  - Malin Åkerman, svensk-kanadensisk skådespelare och fotomodell
- 1980 – Rishi Sunak, brittisk konservativ politiker, premiärminister 2022–2024
- 1983 – Sofia Vikman, finländsk samlingspartistisk politiker
- 1987 – Rosaria Aiello, italiensk vattenpolospelare
- 1988
  - Kristrún Frostadóttir, isländsk socialdemokratisk politiker, statsminister 2024–
  - Marcelo Vieira, brasiliansk fotbollsspelare
- 1997 – Frenkie de Jong, holländsk fotbollsspelare
- 2003 – Madeleine McCann, brittisk flicka, försvunnen sedan 2007

## Avlidna
- 304 – Pankratius, omkring 14, kristen martyr och helgon
- 1003 – Silvester II, omkring 58, påve sedan 999
- 1012 – Sergius IV, påve sedan 1009
- 1182 – Valdemar den store, 51, kung av Danmark sedan 1157
- 1333 – Imelda Lambertini, omkring 11, italiensk saligförklarad dominikannovis och jungfru
- 1641 – Thomas Wentworth, 48, engelsk politiker
- 1681 – Johannes Baazius den yngre, 54, svensk kyrkoman, ärkebiskop i Uppsala stift sedan 1677
- 1798 – George Vancouver, 40, brittisk upptäcktsresande och sjöofficer
- 1831 – Claes Adolph Fleming, 60, svensk greve och riksmarskalk, ledamot av Svenska Akademien sedan 1799
- 1867 – Eduard Gerhard, 71, tysk arkeolog
- 1884 – Bedřich Smetana, 60, tjeckisk tonsättare, pianist och dirigent
- 1893 – Georg Viktor, 62, tysk furste av Waldeck och Pyrmont
- 1896 – Ernst Leijer, 72, svensk läkare och politiker
- 1899 – Roswell P. Flower, 63, amerikansk demokratisk politiker, guvernör i New York 1892–1894
- 1935 – Józef Piłsudski, 67, polsk politiker, Polens president 1918–1922 och sedan 1926
- 1944 – Arthur Quiller-Couch, 80, brittisk författare och litteraturvetare
- 1945 – Richard Thomalla, 41, tysk SS-officer (avrättad)
- 1954 – Clyde R. Hoey, 76, amerikansk demokratisk politiker, senator för North Carolina sedan 1945
- 1957 – Erich von Stroheim, 71, österrikisk-amerikansk skådespelare och filmregissör
- 1970
  - Władysław Anders, 77, polsk general och politiker, Polens överbefälhavare 1944–1945
  - Nelly Sachs, 78, tysk-svensk författare, mottagare av Nobelpriset i litteratur 1966
- 1977 – Giorgiana Masi, 18, italiensk demonstrant
- 1985 – Jean Dubuffet, 83, fransk målare och grafiker
- 1990 – John E. Davis, 77, amerikansk republikansk politiker, guvernör i North Dakota 1957–1961
- 1993
  - Zeno Colò, 72, italiensk alpin skidåkare
  - Ulf Palme, 72, svensk skådespelare, författare och regissör
  - Camilla Stærn, 45, svensk operasångare och skådespelare
- 1994
  - Solveig Lagström, 72, svensk skådespelare och sångare
  - John Smith, 55, brittisk politiker, partiledare för Labourpartiet sedan 1992
- 1997 – Jiří Pecka, 79, tjeckoslovakisk kanotist
- 2001 – Perry Como, 88, amerikansk sångare
- 2005 – Monica Zetterlund, 67, svensk skådespelare, jazzsångare och artist
- 2006 – Hussein Yousef Maziq, 88, libysk politiker, Libyens utrikesminister 1964–1965 och premiärminister 1965–1967
- 2007 – Dadullah Akhund, omkring 41, afghansk mulla och talibanbefälhavare
- 2008
  - Robert Rauschenberg, 82, amerikansk konstnär
  - Irena Sendler, 98, polsk humanitär aktivist
- 2012 – Eddy Paape, 91, belgisk serietecknare
- 2013 – Olaf B. Bjørnstad, 82, norsk backhoppare
- 2014 – H.R. Giger, 74, schweizisk konstnär och scenograf
- 2016 – Del Latta, 96, amerikansk republikansk politiker, kongressledamot 1959–1989
- 2017 – Mauno Koivisto, 93, finländsk socialdemokratisk politiker, statsminister 1968–1970 och 1979–1982, president 1982–1994
- 2019 – Nasrallah Sfeir, 98, libanesisk kyrkoman, patriark av Antiochia i Syrisk-maronitiska kyrkan 1986–2011 och kardinal i katolska kyrkan 1994–2019
- 2020 – Astrid Kirchherr, 81, tysk fotograf
- 2024 – David Sanborn, 78, amerikansk jazzmusiker